# Havka
Havka (deutsch Haffke, ungarisch Hóka – bis 1907 Hafka) ist eine Gemeinde im Norden der Slowakei mit 39 Einwohnern (31. Dezember 2024). Sie gehört zum Okres Kežmarok, einem Teil des Prešovský kraj und wird zur traditionellen Landschaft Zips gezählt. Havka ist bevölkerungsmäßig die kleinste Gemeinde des Okres Kežmarok.

## Geographie
Die Gemeinde befindet sich in der Zipser Magura am Bach Jordanec, im Einzugsgebiet des Dunajec. Das Ortszentrum befindet sich auf einer Höhe von 633 m n.m. und ist sechs Kilometer von Spišská Stará Ves sowie 41 Kilometer von Kežmarok entfernt.
Nachbargemeinden sind Lechnica im Norden, Veľká Lesná im Osten, Zálesie im Süden, Matiašovce im Westen und Spišská Stará Ves im Nordwesten.

## Geschichte
Der Ort wurde zum ersten Mal 1337 als Hafka schriftlich erwähnt und war damals ein Meierhof des Roten Klosters. Im 15. Jahrhundert brannte das Dorf nach einem hussitischen Angriff nieder, im späten 18. Jahrhundert wurde es von württembergischen Siedlern besiedelt. 1828 zählte man 15 Häuser und 116 Einwohner.
Bis 1918 gehörte der im Komitat Zips liegende Ort zum Königreich Ungarn und kam danach zur Tschechoslowakei beziehungsweise heute Slowakei.

## Bevölkerung
| Jahr                | 1994 | 2004     | 2014    | 2024     |
| ------------------- | ---- | -------- | ------- | -------- |
| Anzahl der Personen | 56   | 40       | 45      | 39       |
| Unterschied         |      | −28,57 % | +12,5 % | −13,33 % |

| Jahr                | 2023 | 2024   |
| ------------------- | ---- | ------ |
| Anzahl der Personen | 40   | 39     |
| Unterschied         |      | −2,5 % |

Gemäß der Volkszählung 2011 wohnten in Havka 43 Einwohner, davon 40 Slowaken. Drei Einwohner machten zur Ethnie keine Angabe. 39 Einwohner bekannten sich zur römisch-katholischen Kirche und bei vier Einwohnern wurde die Konfession nicht ermittelt.

## Bauwerke
- Kapelle aus dem 19. Jahrhundert